# Nemastygnus ovalis
Nemastygnus ovalis is een hooiwagen uit de familie Agoristenidae.